# Війтенки
Війтенки́ — село в Україні, у Валківській міській громаді Богодухівського району Харківської області. Населення становить 54 осіб. До 2020 орган місцевого самоврядування — Баранівська сільська рада.

## Географія
Село Війтенки знаходиться за 4 км від річки Мокрий Мерчик (лівий берег). За 2 км проходить залізниця, станція Баранове. Поруч із селом невеликий лісовий масив (дуб).

## Археологія
Біля села Війтенки Німецько-Слов'янська експедиція Харківського національного університету імені В. Н. Каразіна досліджує поселення черняхівської культури (готів). Виявлені фібули, пряжки, зброя, знаряддя праці, прикраси, глиняний посуд, срібні римські монети. Експедиція займається дослідженням могильника, на якому до 2010 року вивчено 126 поховань. Всього, припускають дослідники, під Війтенками знаходиться близько двохсот поховань. Археологи стверджують, що це один з найбільших черняхівських могильників у Східній Україні.

## Історія
12 червня 2020 року, розпорядженням Кабінету Міністрів України № 725-р «Про визначення адміністративних центрів та затвердження територій територіальних громад Харківської області», увійшло до складу Валківської міської громади.
19 липня 2020 року, в результаті адміністративно-територіальної реформи та ліквідації Валківського району, село увійшло до складу Богодухівського району.